# Rhinolophus malayanus
Rhinolophus malayanus är en fladdermusart som beskrevs av Bonhote 1903. Rhinolophus malayanus ingår i släktet Rhinolophus och familjen hästskonäsor. Internationella naturvårdsunionen kategoriserar arten globalt som livskraftig. Inga underarter finns listade i Catalogue of Life.
Denna fladdermus når en kroppslängd (huvud och bål) av 36 till 56 mm, en svanslängd av 15 till 27 mm och en vikt av 4,5 till 10 g. Den har 38 till 44 mm långa underarmar, 6 till 9,5 mm långa bakfötter och 13 till 19 mm stora öron. Pälsen på ovansidan har oftast en brun färg och undersidan är tydlig ljusbrun till vitaktig. Liksom hos andra släktmedlemmar är huvuddelen av hudflikarna på näsan (bladet) hästskoformig. På toppen av bladet finns en flik som liknar en lansett i formen. Hela bladet är i mitten rosa och på kanten grå.
Arten förekommer i Sydostasien från centrala Myanmar, Laos och Vietnam till centrala Malackahalvön. Kanske finns den även i sydöstra Kina. Rhinolophus malayanus lever i låglandet och i bergstrakter upp till 1200 meter över havet. Den har anpassat sig till regionens kulturlandskap. Individerna vilar i kalkstensgrottor.
Rhinolophus malayanus jagar med hjälp av ekolokalisering och lätets frekvens är 75 till 80 kHz. Vid viloplatsen kan flera hundra exemplar sova tillsammans.